# Joe Greene
Joseph Tilford Lee "Joe" Greene, född den 17 februari 1967 i Wright-Patterson Air Force Base i Ohio, är en amerikansk före detta friidrottare som tävlade i längdhopp.
Greenes genombrott kom vid olympiska sommarspelen 1992 i Barcelona då han blev bronsmedaljör efter ett hopp på 8,34 meter. Vid inomhus-VM 1993 blev han silvermedaljör då han hoppade 8,13 meter. Utomhus samma år misslyckades han med att ta sig till final vid VM i Stuttgart. 
Han försvarade sitt olympiska brons vid olympiska sommarspelen 1996 i Atlanta då han hoppade 8,24 meter. Vid inomhus-VM 1997 noterade han sitt personliga rekord inomhus när han hoppade 8,41 meter, vilket bara räckte till en bronsmedalj.
Hans sista internationella mästerskap var utomhus-VM 1997 då han blev utslagen i kvalet.

## Personliga rekord
- Längdhopp - 8,48 meter